# Timarcha monserratensis
Timarcha monserratensis là một loài bọ cánh cứng trong họ Chrysomelidae. Loài này được Bechyné miêu tả khoa học năm 1962.